# Futebolista Paraguaio do Ano
O Futebolista Paraguaio do Ano é um prêmio dado ao melhor jogador profissional de futebol paraguaio a cada ano. O prêmio iniciou oficialmente em 1997 e é apresentado pelo jornal paraguaio ABC Color. Os jogadores que participam deste prêmio podem jogar em qualquer clube de futebol profissional no mundo (não têm necessariamente de ser os clubes de futebol paraguaios) e, obviamente, tem que ser tanto jogadores paraguaio-nascidos ou paraguaio-naturalizados.

## Vencedores
| Ano  | Jogador                 | Time                       |
| ---- | ----------------------- | -------------------------- |
| 1997 | Carlos Gamarra          | Benfica                    |
| 1998 | Carlos Gamarra          | Corinthians                |
| 1999 | Roque Santa Cruz        | Olimpia Bayern de Munique  |
| 2000 | José Cardozo            | Toluca                     |
| 2001 | Roberto Miguel Acuña    | Zaragoza                   |
| 2002 | José Cardozo            | Toluca                     |
| 2003 | José Cardozo            | Toluca                     |
| 2004 | Justo Villar            | Newell's Old Boys          |
| 2005 | Julio dos Santos        | Cerro Porteño              |
| 2006 | Oscar Cardozo           | Nacional Newell's Old Boys |
| 2007 | Salvador Cabañas        | América                    |
| 2008 | Claudio Morel Rodríguez | Boca Juniors               |
| 2009 | Oscar Cardozo           | Benfica                    |
| 2010 | Lucas Barrios           | Borussia Dortmund          |
| 2011 | Pablo Zeballos          | Olimpia                    |
| 2012 | Pablo Aguilar           | Sportivo Luqueño Tijuana   |
| 2013 | Ángel Romero            | Cerro Porteño              |
| 2014 | Fernando Fernández      | Guaraní                    |
| 2015 | Derlis González         | Dínamo de Kiev             |
| 2016 | Rodrigo Rojas           | Cerro Porteño              |
| 2017 | Miguel Almirón          | Atlanta United             |
| 2018 | Miguel Almirón          | Atlanta United             |
| 2019 | Roque Santa Cruz        | Olimpia                    |
| 2020 | N/A                     | N/A                        |
| 2021 | Gustavo Gómez           | Palmeiras                  |
| 2022 | Miguel Almirón          | Newcastle United           |
| 2023 | Mathías Villasanti      | Grêmio                     |
| 2024 | Diego Gómez             | Inter Miami                |

- Nota: O vencedor de 1999, Roque Santa Cruz, aparece como jogador do Olímpia e do Bayern de Munique porque ele jogou o primeiro semestre de 1999 no Olimpia de Assunção antes de finalmente ser transferido para o Bayern de Munique, no segundo semestre de 1999. O mesmo se aplica para o vencedor de 2006 e 2012.